# 扎多尔
扎多尔，是匈牙利巴兰尼亚州所辖的一个村。总面积15.22平方公里，总人口345，人口密度22.7人/平方公里（2011年1月1日）。